# Heinrich Joseph Himioben
Heinrich Joseph Himioben, häufig auch Heinrich Himioben (auch Josef; * 19. Januar 1807 in Mainz; † 27. Dezember 1860 ebenda) war ein deutscher römisch-katholischer Geistlicher, Theologe und Publizist.

## Leben
Himioben besuchte das Mainzer Gymnasium. Anschließend ging er zum Studium der Theologie an die Universität Bonn sowie an das Priesterseminar Mainz. Seine Priesterweihe erfolgte am 18. Dezember 1830. Anschließend war er an diversen Orten im Bistum Mainz als Kaplan und Pfarrer tätig. Zum 1. Januar 1834 kehrte er nach Mainz zurück und wurde dort Subregens und Ökonom des dortigen Priesterseminars. Der eifrige Seelsorger bekam 1843 die Pfarrei St. Christoph in Mainz und wurde 1857 zum Domkapitular am Mainzer Dom ernannt.
Himioben gilt als Vertreter des Mainzer Kreises und war in diesem Sinne publizistisch tätig. Von 1842 bis zu seinem Tod 1860 redigierte er zudem das Katholische Sonntagsblatt. Er gilt als entschiedener Gegner des Deutschkatholizismus.

## Publikationen (Auswahl)
- Ehre sei Gott in der Höhe!, 1841.
- Edition und Bearbeitung Anton Gregor Rippels Die Schönheit der katholischen Kirche: dargestellt in ihren äusseren Gebräuchen in und außer dem Gottesdienste für das Christenvolk, Kircheim, Mainz 1842.
- Die Idee des katholischen Priesterthums; 1843.